# Wheel Squad
Wheel Squad (em Portugal Os Ases das Rodas) é uma série de desenho animado franco-americana produzida pelos estúdios France Animation, Praxinos e RAI Fiction. A série mostra as aventuras de quatro crianças (Akim, Jessica, Bob e Johnny) que formam a equipe de esportes radicais "Wheel Squad", dispostos a ajudarem os moradores de seu bairro com boas ações e se verem livres de problemas causados por vândalos e criminosos como a gangue dos Snakes ou o corrupto Enzo e seus capangas da World Mart.
No Brasil, a série começou a ser exibida na Fox Kids (em canal fechado), entre 1 de setembro de 2001 e 31 de outubro de 2003. Mais tarde, depois de alguns anos fora do ar, a série voltou a ser transmitida pela TV Brasil (em canal aberto), a partir de 2010. Em 2013 a série também passou a ser transmitida pela Rede Aparecida para ser exibida no Clubti e permaneceu no ar até 2015. Nas suas últimas transmissões pela TV Brasil e TV Aparecida, ambos os canais optaram por traduzir o título para "Esquadrão Sobre Rodas", embora não tenha sofrido mudanças na dublagem. Em Portugal, foi exibido pela RTP2 e pela RTP Açores.

## Enredo
Ambientada numa cidade grande e moderna, os protagonistas Akim, Jessica, Bob e Johnny são quatro jovens geniais que adoram esportes radicais e se aventurar juntos formando a equipe dos Wheel Squad. Os quatro moram num bairro situado numa colina e constantemente fazem missões e vivendo em conflito com desordeiros nas ruas, como o trio vândalo dos Snakes ou o ganancioso Enzo, assistente do Sr. Rotter que é o dono da rica empresa World Mart. Há ainda a Emilie, a filha do Sr. Rotter e namorada do Bob que é uma garota que é aliada dos Wheels e tenta fazer parte da equipe. As aventuras e os conflitos são muitas vezes resolvidos por meio de corridas contra os vilões por meio de seus patins, skates e bicicletas, daí o nome da equipe, que significa Esquadrão Sobre Rodas, em inglês.

## Personagens

### Wheel Squad
Uma equipe formada por Akim, Jéssica, Bob e Johnny cada um especializado em esportes com rodas como patinação, skate e ciclismo. Possuem um esconderijo nos escanamentos abaixo da colina do bairro que eles chamam de "La Casa" e são todos equipados com relógios comunicadores chamados Pagers.
- Akim Souab - Líder do Wheel Squad. Um garoto descendente de árabes vindo de uma família bastante grande que adora patinar pela cidade junto de sua equipe em busca de aventuras. Seu maior hobby é colecionar bonés sendo o seu favorito um vermelho que ele sempre usa. Já demonstrou uma paixão por várias garotas como a Ema, a Alexandra e Valentine, porém mais pro final da série demonstra um rápido relacionamento com a Jéssica. Tem 6 irmãos todos mais novos que ele, sendo que alguns também demonstram talento no patins como ele.
- Jéssica - Uma garota ruiva e patinadora que adora se aventurar pela cidade junta de seus amigos. Mora num apartamento junto de sua mãe divorciada e tem um pai muito ocupado que está numa viagem de emprego e pouco aparece em cada. É uma garota atlética e esportiva preferindo mais andar de patins do que se cuidando em casa, embora não deixe de ser feminina. Além disso demonstra gostar bastante de teatro assim como sua tia Rosalie. Ela demonstra uma certa rivalidade com a Emilie embora que no fundo elas sejam grandes amigas. Mais pro final da série demonstra um rápido relacionamento com Akim.
- Bob Gueye - Um garoto negro e esperto ciclista do grupo. É o mais inteligente e calculista do grupo sempre pensando na consequencia das coisas antes de agir. Seu pai trabalha como professor de música enquanto que sua mãe é cantora, e tem ainda dois irmãos um menor chamado Tom e um mais velho Tony, que trabalha fora da cidade. É namorado de Emilie e vive tentando colocá-la na equipe embora não consiga. Muitas vezes ele é alvo das piadas de seus amigos (principalmente do Akim) embora no final eles sempre se entendam.
- Johnny Pilleu - Um garoto loiro skatista do grupo. Adora encarar desafios com seus amigos em seu skate, embora seja um pouco preguiçoso e vá mal nos estudos, o que muitas vezes gera problemas com seus pais. Mesmo assim ele é bastante esperto conseguindo criar aparelhos além de ter um grande talento artístico com pinturas. Ele sonha em ser um grande skatista como seu maior ídolo o skatista Guy Thomas.
- Emilie Rotter - Uma garota loira e rica filha adotiva do Sr. Rotter. É namorada do Bob embora seu pai não goste que sua filha ande com os Wheel Squad. Também se esforça tentando ser membro do Wheel Squad mesmo que Jéssica não goste dela.

### Antagonistas
Snakes/Cobras
Uma gangue de vândalos motoqueiros que moram num bairro vizinho dos Wheels sendo os principais rivais deles. São liderados por Willy que frequentemente arma planos por dinheiro.
- Willy - Líder dos Snakes. Um jovem ganancioso, egoísta e trapaceiro que junto de seus comparsas Cactus e Alex sempre tentam armar planos contra os Wheels. Possui uma rivalidade com Akim.
- Cactus e Alex - Comparsas de Willy. São desajeitados e pouco espertos sempre causando desastres. Cactus é magro e usa roupas azuis enquanto que Alex é gordo e usa roupas vermelhas.
- Ben - Um jovem ex-membro dos Snakes. Jéssica era apaixonada por ele e inclusive fazia parte da equipe, mas somente nos episódios "Tirem as Mãos do Meu Irmão" e "O Campeonato" não voltando a aparecer em nenhum outro episódio.

World Mart
- Sr. Rotter - Padrasto de Emilie e dono da World Mart. É um homem arrogante e bastante ocupado que mal tem tempo para ver a própria filha, mas mesmo assim tem um bom coração. Não é necessariamente um vilão, porém é frequentemente enganado e induzido pelo seu assistente Enzo. Ele demonstra não simpatizar muito com os Wheels, mas de vez em quando ele chega até a ajudá-los em alguns casos.
- Enzo - Assistente do Sr. Rotter. É perveso e ganancioso que vive passando a perna em seu chefe por negócios de dinheiro. Detesta os Wheels por achá-los um bando de vândalos (e eles se intrometerem em seus esquemas ilícitos) e sempre manda seus capangas Hool e Igan atrás deles.
- Hool e Igan - São os capangas do Enzo. São frequentemente mandandos nos planos maliciosos de seu chefe e frequentemente perseguem os Wheel sem sucesso. Não são muito espertos.

### Outros
- Sr. Grunt - Vizinho rabugento dos Wheels. É muito rude e está sempre acompanhado de seu cachorro de estimação Brutus, mas no fundo não é tão mal e adora animais. Seu primeiro nome é George.
- Dona Rosalie - Tia de Jéssica. É uma mulher viúva e de idade que mora sozinha num apartamento junto de sua gata Marilyn e já chegou a trabalhar como atriz num filme antigo.
- Shiba - Dono da lavanderia do bairro descendente de chineses. Ele sabe um pouco de artes marciais chegando a dar aulas para suas clientes. Tem uma sobrinha Hoa, que mora na China por quem o Johnny demonstrou paixão.
- Sr. e Sra. Pukowski - São um casal de velhos rudes do bairro da colina. São conhecidos por estarem sempre brigando um com o outro e discutindo.
- Sr. Frank - O professor de matemática dos Wheels. Costuma ajudá-los de vez em quando em algumas situações. É casado com Nádia e possui uma filha rescem nascida chamada Ângela.
- Tom - O irmão caçula de Bob. É muito igênuo e sempre tenta seguir o irmão em suas aventuras. Vive fazendo promessas com seus amigos em troca de chicletes.
- Samir - Um dos irmãos caçula de Akim. Assim como Akim é um ótimo patinador, mas possui vergonha de seu pai por ser um simples quintandeiro. Tem na faixa dos 10 anos.
- Malik - Outro irmão de Akim. Possui um cabelo igual ao dele e uma vez já entrou numa confusão com os Snakes. É um patinador.
- Lukya - Outra irmã de Akim. Pouco se sabe sobre ela além do fato de também ser uma patinadora como o irmão.
- Arthur - É o irmão mais novo de Akim de apenas 1 ano.
- Sr. Souab - Pai de Akim. Trabalha como quintandeiro no bairro onde eles vivem. Samir possui vergonha dele por não ter um grande emprego como o dos pais de seu amigo, mas no fundo o ama.
- Nória - Mãe de Akim. Trabalha como dona de casa e ajuda seu marido na mercearia dele. Sempre se preocupa com seus filhos quando estão em perigo.
- Tony - O irmão mais velho de Bob e Tom. Trabalha longe da colina sendo incapaz de ver sua família exceto nos Natais. Também já foi preso uma vez , por se membro do squad X.
- Matt - Era um menino muito estudioso, porém que não gostava de esportes radicais isso até ele conhecer Samir e fazer amizade com ele ao mesmo tempo que juntos encararam os Snakes.

## Lugares
- Bairro da Colina - Um bairro situado no topo de uma montanha onde os Wheels e seus vizinhos moram.
- La Casa - Esconderijo dos Wheels. Fica situado no subsolo do qual se entra através dos encanamentos de uma antiga área construção.
- World Mart - Um famoso e rico shopping pertencente ao Sr. Rotter que fica localizado no centro da cidade.
- Skate Park - É o local de treinamento dos Wheels onde tem várias rampas de skate.
- Bairro dos Snakes - Fica vizinho ao bairro da colina sendo uma área quase desabitada.
- QG X - E um prédio abandonado no bairro da colina sendo a base do esquadrão X.

## Episódios

### 1ª Temporada (2001)
- 1- Tirem as Mãos de Meu Irmão (Hands Off My Brother!)
- 2- Aniversário Sobre Rodas (A Rolling Birthday)
- 3- Seeing Is Believing
- 4- O Campeonato (A High-Flying Match)
- 5- Amor é Assim Mesmo (Love On the Rocks)
- 6- Ninguém Me Ama (Nobody Loves Me)
- 7- Água, Água por Todo Lado (Water, Water Everywhere)
- 8- Brutus Has Gone
- 9- Herói Por Um Dia (Hero for a Day)
- 10- A Rebelde (The Rebel)
- 11- O Retorno às Aulas (In Gear for the School Year)
- 12- Souab's Deadline
- 13- Uma Lição de Coragem (A Lesson in Courage)
- 14- A Detetive (A Leading Role)
- 15- Uma Coisa Para se Pensar (Food For Thought)
- 16- O Bilhete de Loteria Perdido (The Missing Lottery Ticket)
- 17- Uma Garota e Tanto (One Great Girl)
- 18- As Cores da Escola (School Colours)
- 19- Os Anjos da Guarda (The Guardian Angels)
- 20- Stay on Track
- 21- O Grande Assalto (The Big Break-In)
- 22- O Campeão (The Champion)
- 23- Acalmando a Colina (Chill Out On the Butte)
- 24- O Retorno (A Snowy Homecoming)
- 25- Beleza Sobre Patins (Beauty on Wheels)
- 26- A Dad for Jessica

### 2ª Temporada (2002)
- 27- SOS Cobras (SOS Snakes)
- 28- Father's Day Race
- 29- Teimoso Como Uma Mula (Stubborn As a Mule)
- 30- Orangotango-Tango (Orangutan-Tang-Tang)
- 31- Um Bebê, Um Triciclo e Um Susto (A Tike, A Trike, A Fright)
- 32- Operação Cinderela (Operation Cinderella)
- 33- Amor no Gelo (Love on the Ice)
- 34- O Fantasma do Bairro (Phantom of the Butte)
- 35- Essa Foi Por Pouco (Close Call)
- 36- A Balada da Emilie (Emilie's Big Bash)
- 37- Dia dos Namorados (Valentine)
- 38- Hoa (Hoa)
- 39- Em Seus Skates! Preparar! Vão! (On Your Skates! Get Set! Go!)

## Dublagem
- Akim: Vagner Fagundes (Gohan Adulto em Dragon Ball Z)
- Jéssica: Márcia Gomes (Andy Panda em Andy Panda)
- Bob: Fábio Lucindo (Ash Ketchum em Pokémon)
- Johnny: Yuri Chesman (Gaara em Naruto)
- Emilie: Fernanda Bullara (Ino em Naruto)